# جون ر. تايلور الثالث
جون ر. تايلور الثالث (بالإنجليزية: John R. Taylor III)‏ هو مصمم ألعاب فيديو ‏ أمريكي، ولد في 13 يناير 1957.